# Жуджла, Ферран
Ферра́н Жуджла́ Бланк (кат. Ferran Jutglà Blanch; 2 февраля 1999, Сан-Жулья-де-Вилаторта, Испания) — испанский футболист, нападающий клуба «Сельта».

## Клубная карьера

### «Эспаньол»
Жуджла родился в Сан-Жулья-де-Вилаторта, где и начал свою карьеру выступая за местные команды. В 2012 году он перешёл в академию «Эспаньола». За время игры в «Эспаньоле» Ферран дважды был отдан в аренду «Сант-Андреу» и «Валенсии».

### «Барселона»
12 декабря 2021 года Жуджла дебютировал за «Барселону», выйдя на замену, в матче чемпионата Испании против «Осасуны» (2:2). Первый гол в составе «каталонцев» Ферран забил уже 14 декабря в товарищеском матче против «Бока Хуниорс». 18 декабря 2021 года он забил дебютный гол в чемпионате Испании против «Эльче».
5 января 2022 года Жуджла дебютировал в Кубке Испании против команды из 3-го дивизиона «Линарес Депортиво», где забил победный гол и вывел «Барселону» в следующую стадию турнира.

### «Брюгге»
8 июня 2022 года «Брюгге» объявил о подписании футболиста за сумму в 5 миллионов евро. 2 июля 2022 года Ферран дебютировал за новый клуб в товарищеском матче против клуба «Беерсхот» и отличился забитым голом.
Его официальный дебют состоялся 17 июля 2022 года в матче за Суперкубок Бельгии против клуба «Гент». 24 июля 2022 года Ферран впервые сыграл в матче Чемпионата Бельгии против клуба «Генк». 31 июля 2022 года Жуджла забил первый гол в матче чемпионата Бельгии против клуба «Эйпен».

## Достижения
«Брюгге»
- Чемпион Бельгии: 2023/24
- Обладатель Кубка Бельгии: 2024/25
- Обладатель Суперкубка Бельгии: 2022